# 北多夫施駅
北多夫施駅（きたたぶせえき）は、かつて鹿児島県日置郡金峰町大字大野（現・南さつま市金峰町大野）にあった鹿児島交通枕崎線（南薩鉄道）の駅（廃駅）である。

## 歴史
- 1914年（大正3年）5月10日：南薩鉄道による伊作 - 加世田間開業と共に開業。
- 1964年（昭和39年）9月1日：会社合併により、鹿児島交通枕崎線の駅となる。
- 1984年（昭和59年）3月17日：同線廃線と共に廃止。

## 駅構造
1面1線のホームを有する地上駅であった。

## 廃止後の現状
線路跡は農道になっている。ホームは撤去されてしまったが、付近に「鹿交」と記された用地境界標が立つ。駅前の商店は健在である。

## 隣の駅
鹿児島交通（南薩鉄道）
枕崎線
南吹上浜駅 - 北多夫施駅 - 南多夫施駅